# Identidade social

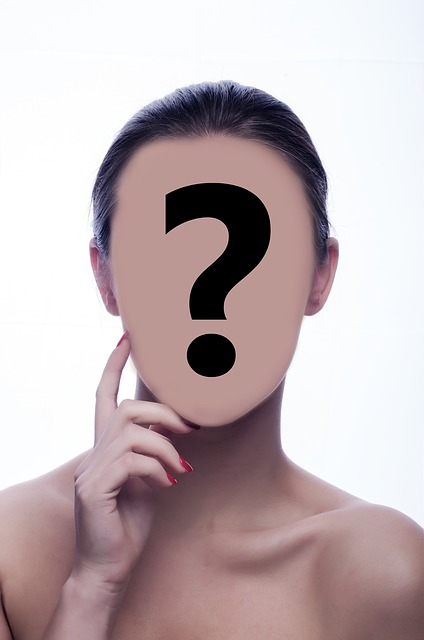
Rosto feminino com uma interrogação, exemplo de uma dúvida sobre a identidade social

Identidade social é o sentimento de um indivíduo para enquadrar-se (pertencer) a um determinado grupo social (segmentos, categorias). Possuindo características e desejos semelhantes a outros indivíduos. Teoria formulada pelos psicólogos sociais Henri Tajfel e John Turner. A sua principal área de aplicação é a das relações intergrupais.
Designa-se como identidade social, a noção (crença) do indivíduo de pertencer a dadas categorias, sendo que esta cognição está sempre acompanhada por uma componente afectiva — um sentimento de pertença. Cada indivíduo tem uma variedade de identidades sociais que habitualmente se apresentam de maneira estruturada e em um processo de reelaboração contínua. Isto é, identidade social parte da constatação de que o indivíduo enquadra-se, quase automaticamente, as outras pessoas e a si próprio nas mais variadas categorias de classificação, como por exemplo: europeu, mulher, educador, conservador, desportivo.

## Classificação
Os critérios de classificação podem ser objetivos e manifestos, mas também podem ser resultados do pensamento social do indivíduo. A teoria correspondente é a da "self-classification".